# 森江春策の事件簿シリーズ
『森江春策の事件簿シリーズ』（もりえしゅんさくのじけんぼシリーズ）は、芦辺拓による日本の推理小説のシリーズ。
第1回鮎川哲也賞を受賞した芦辺のデビュー作「殺人喜劇の13人」に始まるシリーズ。「弁護士・森江春策の事件」としてテレビドラマ化もされている。

## シリーズ一覧
1. 殺人喜劇の13人
  - 1990年11月、東京創元社、ISBN 4-488-02324-X
  - 1998年10月、講談社文庫、ISBN 4-06-263923-8
  - 2015年1月、創元推理文庫、ISBN 978-4-488-45605-4
2. 歴史街道殺人事件
  - 1995年8月、トクマ・ノベルズ、ISBN 4-19-850247-1
  - 1999年6月、徳間文庫、ISBN 4-19-891113-4
3. 時の誘拐
  - 1996年9月、立風書房、ISBN 4-651-66071-1
  - 2001年9月、立風ノベルス、ISBN 4-651-42056-7
  - 2004年3月、講談社文庫、ISBN 4-06-273965-8
4. 地底獣国（ロスト・ワールド）の殺人
  - 1997年9月、講談社ノベルス、ISBN 4-06-181983-6
  - 2001年6月、講談社文庫、ISBN 4-06-273191-6
5. 探偵宣言 森江春策の事件簿
  - 1998年3月、講談社ノベルス、ISBN 4-06-182012-5
  - 2005年9月、講談社文庫、ISBN 4-06-275176-3
  - 収録作品：「殺人喜劇の時計塔」「殺人喜劇の不思議町」「殺人喜劇の鳥人伝説」「殺人喜劇の迷い家伝説」「殺人喜劇のXY」「殺人喜劇のC6H5NO2」「殺人喜劇の森江春策」
6. 十三番目の陪審員
  - 1998年8月、角川書店、ISBN 4-04-873126-2
  - 2001年8月、角川文庫、ISBN 4-04-358701-5
  - 2008年9月、創元推理文庫、ISBN 978-4-488-45604-7
7. 不思議の国のアリバイ
  - 1999年9月、青樹社、ISBN 4-7913-1168-X
  - 2003年7月、光文社文庫、ISBN 4-334-73522-3
8. 怪人対名探偵
  - 2000年5月、講談社ノベルス、ISBN 4-06-182132-6
  - 2004年12月、講談社文庫、ISBN 4-06-274952-1
9. 和時計の館の殺人
  - 2000年7月、カッパ・ノベルス、ISBN 4-334-07395-6
  - 2004年5月、光文社文庫、ISBN 4-334-73686-6
10. 時の密室
  - 2001年3月、立風書房、ISBN 4-651-66081-9
  - 2005年3月、講談社文庫、ISBN 4-06-275036-8
11. 赤死病の館の殺人
  - 2001年7月、カッパ・ノベルス、ISBN 4-334-07434-0
  - 2005年4月、光文社文庫、ISBN 4-334-73859-1
  - 収録作品：「赤死病の館の殺人」「疾駆するジョーカー」「深津警部の不吉な赴任」「密室の鬼」
12. グラン・ギニョール城
  - 2001年12月、原書房ミステリー・リーグ、ISBN 4-562-03462-9
  - 2006年4月、創元推理文庫、ISBN 4-488-45602-2
13. 三百年の謎匣
  - 2005年4月、早川書房、ISBN 4-15-208634-3
  - 2013年9月、角川文庫、ISBN 978-4041009789
  - 収録作品：「森江春策、三百年の謎匣を開く」「新ヴェニス夜話」「海賊船シー・サーペント号」「北京とパリにおけるメスメル博士とガルヴァーニ教授の療法」「マウンザ人外境」「ホークスヴィルの決闘」「死は飛行船に乗って」「森江春策、三百年の謎匣を閉じる」
14. 少年は探偵を夢見る 森江春策クロニクル
  - 2006年3月、東京創元社、ISBN 4-488-01211-6
  - 収録作品：「少年探偵はキネオラマの夢を見る」「幽鬼魔荘殺人事件と13号室の謎」「滝警部補自身の事件」「街角の断頭台」「時空を征服した男」
15. 千一夜の館の殺人
  - 2006年7月、カッパ・ノベルス、ISBN 4-334-07637-8
  - 2009年8月、光文社文庫、ISBN 978-4-334-74632-2
16. 裁判員法廷
  - 2008年3月、文藝春秋、ISBN 978-4-16-326790-6
  - 2010年5月、文春文庫、ISBN 978-4-16-773802-0
  - 収録作品：「審理」「評議」「自白」
17. 彼女らは雪の迷宮に
  - 2008年10月、祥伝社、ISBN 978-4-396-63306-6
  - 2012年2月、祥伝社文庫、ISBN 978-4-396-33732-2
18. 綺想宮殺人事件
  - 2010年4月、東京創元社、ISBN 978-4-488-02454-3
19. 七人の探偵のための事件
  - 2011年10月、早川書房、ISBN 978-4-15-209234-2
20. 大公女殿下(プリンセス)に捧げる密室
  - 2012年3月、祥伝社、ISBN 978-4-396-63384-4
21. 時の審廷
  - 2013年9月、講談社、ISBN 978-4062185349
22. 異次元の館の殺人
  - 2014年8月、光文社、ISBN 978-4-334-92961-9
  - 2016年9月、光文社文庫、ISBN 978-4-334-77350-2
23. ダブル・ミステリ 月琴亭の殺人 / ノンシリアル・キラー
  - 2016年12月、東京創元社、ISBN 978-4-488-02741-4
24. 鶴屋南北の殺人
  - 2020年6月、原書房 ミステリー・リーグ、ISBN 978-4-562-05772-6
25. 森江春策の災難 日本一地味な探偵の華麗な事件簿
  - 2022年9月、行舟文化、ISBN 978-4-909735-12-6
  - 収録作品：「森江春策の災難」「告げ口時計」「うぬぼれた物真似鳥」「七回殺された猫の冒険」「読者よ欺かれておくれ」「真・裁判員法廷――森江春策と振り返る大阪第一号」「密室法廷――ヘンリー・メリヴェール郷対森江春策」「架空座談会 神津恭介×星影龍三×森江春策、密室ミステリ進化論を語る」「七人の探偵には向かない事件」「寝台特急あさかぜ鉄人事件」「ヴェルデンツ大公国の密室」「解凍された密室――ポール・アルテ氏に捧ぐ」「探偵が来なけりゃ始まらない――森江春策、嵐の孤島へ行く」

## 登場人物

### 主要人物
森江 春策（もりえ しゅんさく）
刑事事件専門の弁護士。元新聞記者。
ずんぐりとした体格で背は決して高くなく、とぼけた風貌をしている（イラストではすらっとした細身で描かれることが多い）。「先生」と呼ばれるのを嫌がる。
高校卒業後、一浪した後に京都府のD**大学へ進学。大学卒業後、仮名文字新聞社に入社し、地方支局を転々とする。その記者時代に出会った九鬼弁護士との出会いがきっかけで、記者に向いていないことに気付き、弁護士に転身する。転身前後には九鬼の法律事務所で留守役として常駐していた。「殺人喜劇のXY」にてその当時のことが描かれているが、勉強のためにそうしていたのかは不明である。
九鬼法律事務所が入っていた大阪中之島にあるビルは「殺人喜劇のXY」では取り壊しが決定していたが、その後は、“レトロ・ビル”と呼ばれる古めかしいビルとして保存され、九鬼法律事務所は森江法律事務所と名を変えている。しかし『千一夜の館の殺人』で九鬼よりある仕事とともに神田にある彼の事務所を譲り受けたことを契機に東京に移転したが、そちらの事務所が所在する建物もまた“レトロ・ビル”の愛称が付いている。
名前は「モリエール、バルザック」のもじりであり、苗字の「森江」は、黒岩涙香版『モンテ・クリスト伯』（いわゆる『巌窟王』）の登場人物・マクシミリアン・モレル（涙香によって森江眞太郎と名を変えられている）にちなむ。
新島 ともか（にいじま ともか）
森江の秘書兼助手。第7作「不思議の国のアリバイ」から登場する。
森江に対して好意を寄せている節があり、菊園検事や女性の事件関係者に対して張り合ったり気にしたりする描写も多い。
金獅子（きんじし）
森江の愛犬のゴールデン・レトリバー。名前は前の飼い主だった留学生の青年がつけていた「Lion dor（リオン・ドル）」を森江が直訳したものだが、当人は自分がつけた名とは思っておらずあまり呼びたがらない。
金獅子の側も森江を一応の飼い主程度としか思っておらず、ともかの登場後はむしろ彼女のほうに懐いており、時折語られる彼の視点ではそれが顕著。　

### 交友関係
来崎 四郎（きざき しろう）
仮名文字新聞記者。森江の記者時代の同僚。現在も何かと調査に協力してくれる。
滝 儀一（たき ぎいち）
大阪府警の警部。30代の頃、まだ警部補だった時に高校生だった森江と知り合い、その後も縁が続いている。
芦辺 拓（あしべ たく）
森江の友人の探偵作家。現実の作者同様に大阪在住だったが森江と時を前後して東京に移住した模様。
森江が解決した事件を実際のシリーズ作品と同名の題で小説化している一方、「作家・芦辺拓」が作中に存在することを逆手にとった仕掛けも多用される。
九鬼 麟一（くき りんいち）
弁護士。森江にとっては同じ道に進む切っ掛けとなり、仕事を回してもらうなど度々世話になっている恩人。
平田 鶴子（ひらた つるこ）
大阪での森江の行きつけのコーヒーショップ〈謎譚亭〉や老舗洋食店〈レストラン・ヒラタ〉のオーナーの老婦人で往年の名探偵。森江に助言や情報提供をすることがある。
同作者のモダン・シティシリーズのヒロインの老境の姿。既婚者だが「オーナーの老婦人」「旧姓・平田鶴子」などと表記され現在の姓は明かされていない。
菊園 綾子（きくぞの あやこ）
地検所属の若手女性検事。森江とは法廷で対立する立場ではあるが、その人柄や探偵としての手腕は認めている。

## 漫画化
一部の作品は『サスペリアミステリー』（秋田書店）にて漫画化されている。
- 『赤死病の館の殺人』（宗美智子作画、2003年2月、ISBN 4-253-18499-5）

## 映像化
第16作「裁判員法廷」が2009年に中村梅雀主演でテレビドラマ化されて以降、シリーズ化された。